# Senna polyantha
Senna polyantha är en ärtväxtart som först beskrevs av Louis-Théodore-Frédéric Colladon, och fick sitt nu gällande namn av Howard Samuel Irwin och Rupert Charles Barneby. Senna polyantha ingår i släktet sennor, och familjen ärtväxter. Inga underarter finns listade i Catalogue of Life.